# Kolding Storcenter

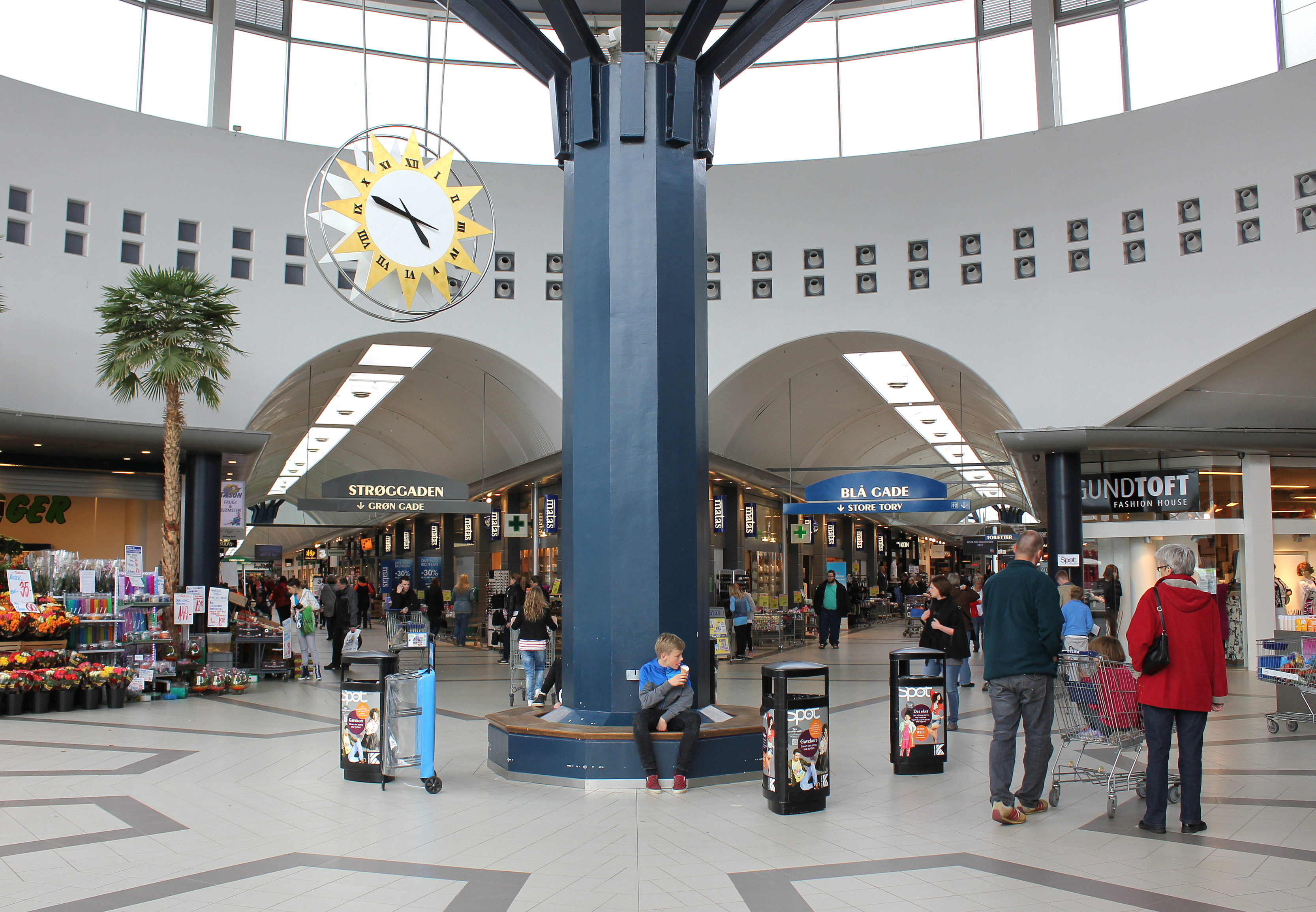
Kolding Storcenter

Kolding Storcenter är ett köpcentrum i norra delen av staden Kolding i Danmark. Det byggdes 1993 och utvidgades 1999. Det är Jyllands största köpcentrum och har över 120 butiker och restauranger. I Kolding Storcenter finns även en biograf (BioCenter Kolding) med sex biodukar.